# Nastran
NASTRAN è un programma di analisi agli elementi finiti (FEA) che è stato originariamente sviluppato per la NASA alla fine degli anni '60 con il finanziamento del governo degli Stati Uniti per l'industria aerospaziale. La MacNeal-Schwendler Corporation (MSC) era uno degli sviluppatori principali e originali del codice NASTRAN disponibile al pubblico. Il codice sorgente NASTRAN è integrato in numerosi pacchetti software, distribuiti da diverse società. 

## Storia
La revisione annuale del 1964 del programma di ricerca sulle dinamiche strutturali della NASA rivelò che i centri di ricerca stavano sviluppando separatamente software di analisi strutturale specifici per le loro esigenze. La revisione ha raccomandato di utilizzare invece un singolo programma software generico. In risposta, è stato formato un comitato ad hoc. Il comitato ha stabilito che nessun software esistente poteva soddisfare i loro requisiti. Hanno suggerito di stabilire un progetto cooperativo per sviluppare questo software e hanno creato una specifica che ha delineato le caratteristiche del software.
Il contratto è stato assegnato a Computer Sciences Corporation (CSC) per sviluppare il software. Il primo nome utilizzato per il programma durante il suo sviluppo negli anni '60 era GPSA, acronimo di General Purpose Structural Analysis. L'eventuale nome formale approvato dalla NASA per il programma, NASTRAN, è un acronimo formato da NASA STRucture ANalysis. Il sistema NASTRAN è stato rilasciato alla NASA nel 1968. Alla fine degli anni '60, la MacNeal-Schwendler Corporation (MSC) iniziò a commercializzare e supportare la propria versione di NASTRAN, denominata MSC/NASTRAN (che alla fine divenne MSC.Nastran). L'architettura software originale è stata sviluppata da Joe Mule (NASA) e Gerald Sandler (NASA) e Stephen Burns (Università di Rochester). 
L'applicazione software NASTRAN è stata scritta per aiutare a progettare veicoli spaziali più efficienti come lo Space Shuttle. NASTRAN è stato rilasciato al pubblico nel 1971 dall'Ufficio di utilizzo della tecnologia della NASA. L'uso commerciale di NASTRAN ha aiutato ad analizzare il comportamento di strutture elastiche di qualsiasi dimensione, forma o scopo. Ad esempio, l'industria automobilistica utilizza il programma per progettare sistemi di sospensione anteriore e i giunti dello sterzo. Viene anche utilizzato nella progettazione di binari ferroviari, automobili, ponti, centrali elettriche, grattacieli e aerei. Si stima che il solo programma abbia restituito 701 milioni di dollari di risparmi sui costi dal 1971 al 1984. NASTRAN è stato introdotto nella Space Technology Hall of Fame della US Space Foundation nel 1988, una delle prime tecnologie a ricevere questo prestigioso onore.
Il programma NASTRAN si è evoluto in molte versioni. Ogni nuova versione contiene miglioramenti della capacità di analisi e delle prestazioni numeriche. Oggi, NASTRAN è ampiamente utilizzato in tutto il mondo nei settori aerospaziale, automobilistico e marittimo. È stato affermato che NASTRAN è lo standard industriale per le analisi di base delle strutture aerospaziali, ad esempio analisi elastiche lineari statiche e dinamiche. 
Nel 2001 la NASA ha rilasciato al pubblico, con il pacchetto "NASA Classics", anche il codice sorgente NASTRAN tramite Open Channel Software a pagamento.
Nel novembre 2002 MSC Software ha raggiunto un accordo definitivo con FTC per risolvere un caso antitrust contro la società in relazione a due acquisizioni di distributori rivali CAE, Universal Analytics Inc. (UAI) e Computerized Structural Analysis & Research Corp. (CSAR). La FTC aveva affermato che le acquisizioni rappresentavano attività anticoncorrenziali. Secondo i termini dell'accordo, MSC ha ceduto una copia clone del suo attuale software Nastran. La cessione avveniva attraverso licenze esenti da royalty, perpetue e non esclusive di UGS Corporation. UGS Corporation è stata acquisita da Siemens nel 2007.
Le versioni commerciali di NASTRAN sono attualmente disponibili da MSC Software (MSC Nastran), NEi Software (NEi Nastran) e Siemens PLM Software (NX Nastran). Nel 2006, Siemens AG ha acquistato l'ex UGS Corporation da società di private equity e i loro diritti sulla versione commerciale di NX NASTRAN. Autodesk ha acquistato il software NEi a maggio 2014. 

## Architettura del software
NASTRAN è scritto principalmente in FORTRAN e contiene oltre un milione di righe di codice. NASTRAN è compatibile con una grande varietà di computer e sistemi operativi che vanno dalle piccole workstation ai più grandi supercomputer. 
NASTRAN è stato progettato fin dall'inizio per essere composto da diversi moduli. Un modulo è una raccolta di subroutine FORTRAN progettate per eseguire un'attività/elaborazione specifica della geometria del modello, assemblaggio di matrici, applicazione di vincoli, risoluzione dei problemi matriciali, calcolo delle quantità di output, conversazione con il database, stampa della soluzione e così via. I moduli sono controllati da un linguaggio interno chiamato Direct Matrix Abstraction Program (DMAP). 
Ogni tipo di analisi disponibile è chiamato sequenza. 
Alcuni dei codici di sequenza più comuni sono: 
- 101 - Statica lineare
- 103 - Modale
- 105 - Buckling
- 106 - Statica non lineare
- 107 - Autovalore complesso diretto
- 108 - Risposta in frequenza diretta
- 109 - Risposta diretta ai transitori
- 110 - Autovalore complesso modale
- 111 - Risposta in frequenza modale
- 112 - Risposta transitoria modale
- 129 - Transitorio non lineare
- 144 - Analisi aeroelastica statica
- 145 - Analisi flutter/aeroservoelastica
- 146 - Analisi aeroelastica dinamica
- 153 - Statico non lineare accoppiato con trasferimento di calore
- 159 - Transitorio non lineare accoppiato con trasferimento di calore
- 187 - Metodo di analisi dinamica del progetto
- 200 - Ottimizzazione del progetto e analisi della sensibilità
- 400 - Statico non lineare e dinamico (implicito) (MSC.NASTRAN nativo, sostituisce 106, 129, 153 e 159 - parte di MSC.NASTRAN)
- 401 - Statico non lineare (basato su SAMCEF per NX.NASTRAN)
- 402 - Statico non lineare e dinamico (implicito) (basato su SAMCEF per NX.NASTRAN)
- 600 - Statico non lineare e dinamico (implicito) (front-end a MSC.Marc - parte di MSC.NASTRAN)
- 601 - Implicito non lineare (ADINA per NX Nastran, non sarà più disponibile in NX NASTRAN dopo il 2020)
- 700 - Esplicito non lineare (LS Dyna più MSC.Dytran - parte di MSC.NASTRAN)
- 701 - Esplicito non lineare (ADINA per NX Nastran, non sarà più disponibile in NX NASTRAN dopo il 2020)

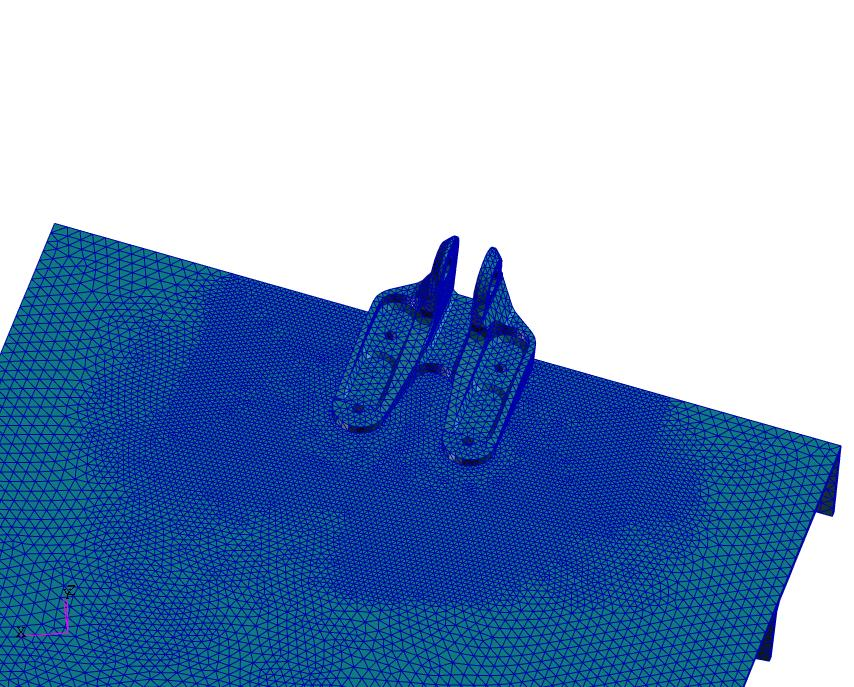
Esempio di modello di analisi di MSC.Nastran

## Software associato
NASTRAN è principalmente un solutore per l'analisi agli elementi finiti. Non ha funzionalità che consentono di creare graficamente un modello o una mesh. Tutti gli input e output sono in forma di file di testo. Tuttavia, più fornitori di software commercializzano pre e post-processori progettati per semplificare la costruzione di un modello ad elementi finiti e l'analisi dei risultati. Questi strumenti software includono funzionalità per importare e semplificare la geometria CAD, mesh con elementi finiti e applicare carichi e vincoli. Gli strumenti consentono all'utente di inviare un'analisi a NASTRAN e di importare i risultati e mostrarli graficamente. Oltre alle funzionalità di pre e post-elaborazione, diversi fornitori di Nastran hanno integrato funzionalità non lineari più avanzate nei loro prodotti Nastran. 

## Opzioni NASTRAN
Sono disponibili le seguenti opzioni software, basate sul codice sorgente originale NASTRAN: 
- MSC Nastran
- NASTRAN-xMG (acquisito da MSC Software)
- NEi Nastran (una versione per PC / Linux del codice sorgente NASTRAN originale)
- NX Nastran (acquisito da Siemens PLM Software rinominato Siemens NX (Unigraphics))
- Nastran distribuito dalla Open Channel Foundation

### MSC Nastran
MSC Nastran è l'originale prodotto commerciale Nastran avviato dal Dr. Richard MacNeal nel 1963. MSC Nastran è comunemente utilizzato per eseguire analisi strutturali. Sebbene utilizzato in ogni settore, mantiene un forte seguito nelle industrie aerospaziale e automobilistica per l'esecuzione di analisi degli sforzi e delle deformazioni di modelli di strutture e componenti. Dal 1963, MSC Nastran ha continuato a evolversi ed estendere le sue capacità a analisi dinamiche, roto-dinamiche, non lineari, termiche, ad alto impatto, NVH, a struttura fluida e di fatica. Oggi si unisce a MSC Marc e LS-Dyna per fornire soluzioni di analisi accoppiate non lineari. 

### NASTRAN-xMG
Costruito con lo stesso codice base del software NASTRAN originale creato dalla NASA che include l'architettura NASTRAN originale e il linguaggio DMAP, NASTRAN-xMG offre dimensioni illimitate del problema, tecnologia del solutore ad alta velocità e opzioni di analisi della sottostruttura. Il principale fondatore dell'azienda è il Dr. Richard H. MacNeal.

### NEi Nastran
NEi Nastran è un solutore per analisi agli elementi finiti per scopi generici utilizzato per analizzare le sollecitazioni lineari e non lineari, le dinamiche e le caratteristiche di trasferimento di calore di strutture e componenti meccanici. È disponibile su una varietà di piattaforme tra cui Windows e Linux a 32/64 bit. Questo software è stato acquisito da Autodesk nel maggio 2014.

### NX Nastran
NX Nastran è il risultato di un'azione FTC contro MSC Corporation per presunta attività antitrust. L'accordo antitrust ha consentito l'acquisto nel 2003 di una licenza perpetua e gratuita per MSC. Codice sorgente Nastran 2001 di UGS. UGS era precedentemente la divisione Unigraphics di EDS. Le funzionalità CAE di Nastran sono state aggiunte al CAD di NX Unigraphics e ad altri componenti per formare la suite di gestione del ciclo di vita del prodotto Soluzioni PLM EDS / UGS. Questa linea di prodotti è stata acquisita da SIEMENS nel 2007 ed è diventata SIEMENS PLM Software. 
L'acquisto comprendeva una licenza perpetua, mondiale, esente da royalties, non esclusiva del programma software MSC.Nastran v2001, altre risorse relative al software e tutti i diritti di copyright e di marchio acquisiti a seguito delle acquisizioni di MSC di Universal Analytics Inc. e Computerized Structural Analysis & Research Corp. nel 1999.
NX Nastran fa ora parte del portafoglio di prodotti Simcenter 3D di Siemens PLM Software. 

### OCF Nastran
Sia le copie sorgente che binarie di Nastran sono disponibili presso la Open Channel Foundation per un canone annuale. Questo faceva parte della distribuzione della NASA COSMIC Collection dal National Technology Transfer Center. È stato pubblicato nel giugno 2015 su github. 

### Successori
Il successo di NASTRAN ha portato allo sviluppo di molti altri software ad elementi finiti. Uno di questi software è ASTROS che ha esteso la capacità di tipo NASTRAN per includere l'ottimizzazione strutturale. Attualmente ASTROS è gestito da Zona Technology, Inc.

### Concorrenza
Attualmente esistono numerosi prodotti FEA disponibili in commercio, alcuni dei quali sono in grado di leggere il formato di input NASTRAN anche se non portano il nome NASTRAN. Molti di essi sono elencati nell'elenco dei pacchetti software di elementi finiti, nelle pagine CAE e FEA (vedere le categorie seguenti). 